# Nugzar Tatalašvili
Nugzar Tatalašvili (gruzínsky ნუგზარ ტატალაშვილი), (20. březen 1990 v Gori, Sovětský svaz) je gruzínský zápasník — judista.

## Sportovní kariéra
Přpravuje se v Gori. Jako jeden z mála gruzínských judistů se specializuje na techniky paží (te-waza). V roce 2012 se kvalifikoval na olympijské hry v Londýně, ale vypadl v předkole kole s prvním nasazeným Jihokorejcem Wang Ki-čchunem.

### Vítězství
- 2012 - 1x světový pohár (Tbilisi)
- 2013 - 1x světový pohár (Varšava)
- 2014 - 2x světový pohár (Tbilisi, Ulánbátar)
- 2016 - 1x světový pohár (Tbilisi)

## Výsledky
| Olympijské hry     |    |     |     | úč. |     |     |     |    |  |  |  |  |  |  |  |  |  |  |  |  |  |
| Mistrovství světa  | —  | úč. | úč. |     | úč. | úč. | úč. |    |  |  |  |  |  |  |  |  |  |  |  |  |  |
| Evropské hry       |    |     |     |     |     |     | 2.  |    |  |  |  |  |  |  |  |  |  |  |  |  |  |
| Mistrovství Evropy | —  | —   | —   | úč. | 2.  | 5.  | 2.  | 3. |  |  |  |  |  |  |  |  |  |  |  |  |  |
| ME juniorů         | 3. |     |     |     |     |     |     |    |  |  |  |  |  |  |  |  |  |  |  |  |  |